# Nuria Llagostera Vives
Nuria Llagostera Vives (* 16. Mai 1980 in Palma, Mallorca) ist eine ehemalige spanische Tennisspielerin.

## Karriere
1996 wurde Llagostera Vives Profispielerin auf der WTA Tour. Ihr Debüt bei einem Grand-Slam-Turnier gab sie im Jahr 2001 bei den Australian Open. Die frühere Sandplatzspielerin war ab 2009 auch auf Hartplätzen sehr erfolgreich.
Im Einzel gewann sie in ihrer Karriere zwei WTA- und elf ITF-Turniere.
Wesentlich erfolgreicher war Llagostera Vives im Doppel. Mit ihrer Landsfrau María José Martínez Sánchez gewann sie auf der Tour zehn ihrer 16 Doppeltitel, dazu kamen fünf Doppeltitel bei ITF-Turnieren. Zudem stand sie im Doppel im Viertelfinale von Wimbledon und der Australian Open, bei den French Open erreichte sie sogar zweimal und bei den US Open einmal das Halbfinale.
Im Juli 2013 wurde Llagostera Vives während des WTA-Turniers in Stanford positiv auf ein Amphetamin getestet. Sie präsentierte weder ein ärztliches Attest, noch gab sie Gründe an, die den Einsatz verbotener Substanzen hätten rechtfertigen können. Sie gab an, sie könne sich nicht erklären, wie das verbotene Mittel in ihren Körper gelangt sei. Sie wurde ab dem 8. September 2013 für zwei Jahre gesperrt. Die ITF verkündete das Urteil am 11. November, am 19. November 2013 gab Llagostera Vives ihr Karriereende bekannt.
Zwischen 2005 und 2013 kam sie bei 16 Begegnungen für die spanische Fed-Cup-Mannschaft zum Einsatz. Sie gewann fünf ihrer elf Einzelpartien sowie acht von zwölf Partien im Doppel.

## Turniersiege

### Einzel
| Nr. | Datum            | Turnier | Kategorie    | Belag | Finalgegnerin        | Ergebnis |
| --- | ---------------- | ------- | ------------ | ----- | -------------------- | -------- |
| 1.  | 8. Mai 2005      | Rabat   | WTA Tier IV  | Sand  | Zheng Jie            | 6:4, 6:2 |
| 2.  | 24. Februar 2008 | Bogotá  | WTA Tier III | Sand  | María Emilia Salerni | 6:0, 6:4 |

### Doppel
| Nr. | Datum              | Turnier    | Kategorie              | Belag     | Partnerin                   | Finalgegnerinnen                              | Ergebnis           |
| --- | ------------------ | ---------- | ---------------------- | --------- | --------------------------- | --------------------------------------------- | ------------------ |
| 1.  | 14. August 2004    | Sopot      | WTA Tier III           | Sand      | Marta Marrero               | Klaudia Jans Alicja Rosolska                  | 6:4, 6:3           |
| 2.  | 25. September 2005 | Peking     | WTA Tier II            | Hartplatz | María Vento-Kabchi          | Yan Zi Zheng Jie                              | 6:2, 6:4           |
| 3.  | 16. Juni 2007      | Barcelona  | WTA Tier IV            | Sand      | Arantxa Parra Santonja      | Lourdes Domínguez Lino Flavia Pennetta        | 7:63, 2:6, [12:10] |
| 4.  | 1. März 2008       | Acapulco   | WTA Tier III           | Sand      | María José Martínez Sánchez | Iveta Benešová Petra Cetkovská                | 6:2, 6:4           |
| 5.  | 13. Juli 2008      | Palermo    | WTA Tier IV            | Sand      | Sara Errani                 | Alla Kudrjawzewa Anastassija Pawljutschenkowa | 2:6, 7:61, [10:4]  |
| 6.  | 21. Februar 2009   | Bogotá     | WTA International      | Sand      | María José Martínez Sánchez | Gisela Dulko Flavia Pennetta                  | 7:5, 3:6, [10:7]   |
| 7.  | 28. Februar 2009   | Acapulco   | WTA International      | Sand      | María José Martínez Sánchez | Lourdes Domínguez Lino Arantxa Parra Santonja | 6:4, 6:2           |
| 8.  | 19. April 2009     | Barcelona  | WTA International      | Sand      | María José Martínez Sánchez | Sorana Cîrstea Andreja Klepač                 | 3:6, 6:2, [10:8]   |
| 9.  | 13. Juli 2009      | Palermo    | WTA International      | Sand      | María José Martínez Sánchez | Klaudia Jans Alicja Rosolska                  | 6:1, 6:2           |
| 10. | 23. August 2009    | Toronto    | WTA Premier 5          | Hartplatz | María José Martínez Sánchez | Samantha Stosur Rennae Stubbs                 | 2:6, 7:5, [11:9]   |
| 11. | 29. August 2009    | New Haven  | WTA Premier            | Hartplatz | María José Martínez Sánchez | Iveta Benešová Lucie Hradecká                 | 6:2, 7:5           |
| 12. | 2. November 2009   | Doha       | WTA Tour Championships | Hartplatz | María José Martínez Sánchez | Cara Black Liezel Huber                       | 7:60, 5:7, [10:7]  |
| 13. | 20. Februar 2010   | Dubai      | WTA Premier 5          | Hartplatz | María José Martínez Sánchez | Květa Peschke Katarina Srebotnik              | 7:63, 6:4          |
| 14. | 10. April 2011     | Marbella   | WTA International      | Sand      | Arantxa Parra Santonja      | Sara Errani Roberta Vinci                     | 3:6, 6:4, [10:5]   |
| 15. | 6. Januar 2012     | Brisbane   | WTA Premier            | Hartplatz | Arantxa Parra Santonja      | Raquel Kops-Jones Abigail Spears              | 7:62, 7:62         |
| 16. | 23. Juni 2012      | Eastbourne | WTA Premier            | Rasen     | María José Martínez Sánchez | Liezel Huber Lisa Raymond                     | 6:4, Aufgabe       |

## Abschneiden bei Grand-Slam-Turnieren

### Einzel
| Turnier         | 2000 | 2001 | 2002 | 2003 | 2004 | 2005 | 2006 | 2007 | 2008 | 2009 | 2010 | 2011 | Karriere |
| --------------- | ---- | ---- | ---- | ---- | ---- | ---- | ---- | ---- | ---- | ---- | ---- | ---- | -------- |
| Australian Open | Q3   | 3    | 2    | 1    | Q1   | 1    | 1    | —    | Q3   | 1    | Q2   | Q3   | 3        |
| French Open     | —    | 3    | 1    | —    | Q3   | AF   | —    | 2    | 1    | 1    | 1    | 3    | AF       |
| Wimbledon       | —    | 1    | —    | —    | 2    | 1    | —    | —    | 1    | 1    | 1    | Q2   | 2        |
| US Open         | Q1   | 1    | Q1   | Q3   | 1    | 1    | —    | Q1   | 1    | 1    | 1    | 1    | 1        |

Zeichenerklärung: S = Turniersieg; F, HF, VF, AF = Einzug ins Finale / Halbfinale / Viertelfinale / Achtelfinale; 1, 2, 3 = Ausscheiden in der 1. / 2. / 3. Hauptrunde; Q1, Q2, Q3 = Ausscheiden in der 1. / 2. / 3. Qualifikationsrunde; nicht ausgetragen

### Doppel
| Turnier         | 2004 | 2005 | 2006 | 2007 | 2008 | 2009 | 2010 | 2011 | 2012 | 2013 | Karriere |
| --------------- | ---- | ---- | ---- | ---- | ---- | ---- | ---- | ---- | ---- | ---- | -------- |
| Australian Open | —    | 1    | 1    | —    | —    | VF   | AF   | 2    | 2    | VF   | VF       |
| French Open     | —    | AF   | —    | AF   | VF   | 1    | HF   | 2    | HF   | —    | HF       |
| Wimbledon       | —    | 2    | —    | —    | VF   | VF   | —    | VF   | VF   | —    | VF       |
| US Open         | 1    | 1    | —    | —    | 2    | VF   | 1    | 2    | HF   | AF   | HF       |